# Декларација о заштити жена и деце у кризним ситуацијама и оружаним сукобима
Декларација о заштити жена и деце у кризним ситуацијама и оружаним сукобима су усвојиле Уједињене нације 1974. године и ступила је на снагу исте године. Предложио га је Економски и социјални савет Организације уједињених нација зато што су жене и деца често жртве ратова, грађанских немира и других ванредних ситуација због којих трпе „нељудска дела и последично озбиљну штету”.